# Virtuální polytechnická knihovna
Virtuální polytechnická knihovna (VPK) je společný projekt především technicky zaměřených českých knihoven, které chtějí dosáhnout radikálního zvýšení dostupnosti informačních zdrojů místním i vzdáleným uživatelům. K tomuto účelu virtuálně sjednotily fondy, vybudovaly souborný katalog časopisů Virtuální polytechnické knihovny a vytvořily systém poskytování kopií z fondů účastnických knihoven. VPK nyní ve svém souborném katalogu sjednocuje periodika více než 56 českých knihoven, z nichž 38 knihoven nabízí své fondy prostřednictvím VPK, ostatní knihovny nabízejí své služby prostřednictvím klasických meziknihovních služeb.
- Unikátní systém dodávaní dokumentů
- Společný projekt technicky zaměřených knihoven
- Virtuálně sjednocené fondy technických periodik v Souborném katalogu VPK
- Otevřený systém, kde prvky tvoří fondy, technologie, účastníci, uživatelé a služby

## Cíle
- Zvýšit dostupnost dokumentů bez fyzické návštěvy knihovny
- Poskytovat služby oborově technicky zaměřené uživatelské obci
- Efektivní využívání finančních prostředků určených na nákup multilicencí a kooperativní akvizici
- Koordinovat oborově zaměřenou akvizici zejména periodické literatury

## Základní funkce VPK
- Koordinace akvizice periodik účastnických knihoven
- Optimalizace služeb
- Organizace přístupu k fondům účastnických knihoven prostřednictvím Souborného katalogu VPK
- Zajištění přístupu k elektronickým zdrojům na základě multilicencí

## Základní pojmy

### Účastníci
- Servisní centrum – koordinátor činností účastnických knihoven, správce souborného katalogu, správce uživatelských kont,
- Účastnická knihovna – knihovna, která podepsala deklaraci a stala se tak členem virtuálního společenství tzn. vede záznamy o svém fondu v souborném katalogu VPK a také tento fond poskytuje.
- Registrovaný uživatel – právnická nebo fyzická osoba, která podepsala smlouvu o uživatelském kontě a tudíž může využívat služeb VPK

### Uživatelské konto
- Jedinečná autorizace uživatele umožňuje objednání dokumentu a možnost sledovat průběh vyřízení.
- Váže se na uživatelské jméno a heslo.
- Uživatelské konto smí využívat pouze uživatel s nímž byla uzavřena smlouva.

### Souborný katalog VPK
- Je veřejně přístupný automatizovaný knihovní katalog, který obsahuje záznamy odborných časopisů tematicky zaměřených na techniku a související přírodní vědy, společenské vědy a medicínu, uchovávaných ve fondech knihoven účastníků VPK.
- Provozovatelem a správcem je Národní technická knihovna (Servisní centrum VPK).

### Virtuální fond
- Neexistuje fyzicky na jednom místě nebo serveru, ale je rozptýlen mezi fondy účastnických knihoven po celé ČR.
- Jedná se o záznamy periodik z technických a aplikovaných přírodních věd.
- Zahrnuje jak tištěné časopisy tak elektronické dostupné přes placené databáze.

## Služby a jejich typologie
- Elektronické kopie článků doručené elektronickou cestou
- Xeroxové kopie doručované poštou či faxem
- Články ze zahraničních odborných databází
- Služba Current contents – zasílání kopií obsahů nových čísel časopisů
- Online sledování stavu požadavku a stádia vyřízení
- Bezhotovostní platby prostřednictvím uživatelského účtu
- Navíc možnost objednat si kopie článků nebo výpůjčku publikací ze zahraničních knihoven (mezinárodní meziknihovní výpůjční služba)
- Funguje i jako MVS

Typy služeb
- Standardní, Expresní
- Poštou, Faxem, Elektronicky